# 柏木圭一郎
柏木 圭一郎（かしわぎ けいいちろう、1952年 - ）は、京都市生まれのエッセイスト、小説家。本名、柏井 壽（かしわい ひさし）。エッセイ執筆時の名義は柏井 壽、小説執筆時は柏木 圭一郎のペンネームも用いる。
京都の魅力を伝えるエッセイや日本各地の旅行記、京都を舞台とした小説などを多数執筆し、テレビ・雑誌等で京都特集の監修を務めるなど、「京都のカリスマ案内人」とも称されている。

## 略歴
京都市立紫野高等学校を経て、1976年大阪歯科大学卒業。京都市北区で歯科医院を営む傍ら、生粋の京都人である事と旅行好きである事を生かし、京都や旅のエッセイを執筆。また、テレビや雑誌の京都特集の監修やコーディネーターも務める。著書に「おひとり京都の秋」、「極みのローカルグルメ旅」等がある。2013年より執筆する京都を舞台とした連作短編小説『鴨川食堂』シリーズは2016年にテレビドラマ化。2013年設立の小規模高級旅館やオーベルジュによる組織「日本 味の宿」の代表、2015年創刊の『京都しあわせ倶楽部』（PHP研究所）の編集主幹を務める。
一方で、柏木圭一郎名義で2008年より京都を舞台にしたミステリー小説を執筆。主な作品に、『名探偵・星井裕の事件簿』シリーズ、『建築学者・京極要平の事件簿』シリーズがあり、前者は『美食カメラマン 星井裕の事件簿』のタイトルでテレビドラマ化されている。

## 作品

### 小説（柏木圭一郎名義）

#### 名探偵・星井裕の事件簿シリーズ
- 京都大文字送り火 恩讐の殺意（2008年8月 小学館文庫）
- 京都『源氏物語』華の道の殺人（2008年12月 講談社文庫）
- 京都鴨川 哀愁の殺人歌（2009年2月 双葉文庫）
- 京都嵐山 桜紋様の殺人（2009年4月 光文社文庫）
- 京都祇園 舞妓追想の殺人（2009年7月 小学館文庫）
- 京都紅葉寺の殺人（2009年11月 講談社文庫）
- 京都利休伝説殺人事件（2010年3月 双葉文庫）
- 京都「龍馬逍遥」憂愁の殺人（2010年5月 光文社文庫）
- 京都紫野 菓匠の殺人（2010年9月 小学館文庫）
- 京都嵯峨野 京料理の殺意（2010年12月 講談社文庫）
- 京都東山 京焼の殺人挽歌（2011年3月 双葉文庫）
- 京都近江 江姫恋慕の殺意（2011年6月 光文社文庫）
- 京都西陣 能舞台の殺人（2011年9月 小学館文庫）
- 京都大原 名旅館の殺人（2011年12月 講談社文庫）
- 京都五条 清水坂悲恋の殺意（2012年3月 双葉文庫）
- 京都洛北 蕪村追慕の殺人（2012年6月 光文社文庫）

#### 建築学者・京極要平の事件簿（実名旅館殺人事件）シリーズ
- 有馬温泉「陶泉 御所坊」殺人事件（2010年1月 小学館文庫）

### 小説（柏井壽名義）

#### その他の小説
- 京都嵐山桜紋様殺人事件（2016年3月 PHP研究所）《「京都嵐山 桜紋様の殺人」（光文社文庫2009年刊）の改題、加筆して再編集》
- 五条路地裏ジャスミン荘の伝言板（2016年8月 幻冬舎文庫）

#### 鴨川食堂シリーズ
- 鴨川食堂（2013年11月 小学館 / 2015年5月 小学館文庫）
- 鴨川食堂おかわり（2014年8月 小学館 / 2015年11月 小学館文庫）
- 鴨川食堂いつもの（2016年1月 小学館文庫）
- 鴨川食堂おまかせ（2017年1月 小学館文庫）
- 鴨川食堂はんなり（2018年4月 小学舘文庫）
- 鴨川食堂まんぷく（2019年8月 小学舘文庫）
- 鴨川食堂もてなし（2020年6月 小学舘文庫）

### エッセイ、ガイド本（柏井壽名義）
- 泊酒喝采 美味、美酒、佳宿、掘り出し旅行記（1992年1月 朱鷺書房）
- 京料理の迷宮 - 奥の奥まで味わう（2002年9月 光文社新書）
- 草を「喰む」 京都「なかひがし」の四季（2002年12月 プレジデント社）写真・菅洋志
- 「極み」の日本旅館（2003年4月 光文社新書）
- 京都の値段（2003年5月 プレジデント社）写真・ハリー中西
- 京都の値段 その２（2003年9月 プレジデント社）写真・ハリー中西
- 京都片泊まり（2004年4月 双葉社スーパームック）写真・菅洋志 ※監修
- 「極み」のひとり旅（2004年9月 光文社新書）
- 食道楽ひとり旅（2005年11月 光文社新書）
- 春の京都さくら物語（2006年4月 インデックス・コミュニケーションズ）※監修と文
- 極みの京都（2006年10月 光文社新書 / 2012年2月 光文社知恵の森文庫）
- おひとり京都の愉しみ（2009年9月 光文社新書）
- 京都至福のひと皿（2009年11月 JTBパブリッシング）写真・宮地工 ※文
- 京都夏の極めつき（2010年6月 光文社新書）
- おひとり京都の秋（2010年9月 光文社新書）
- 京都 冬のぬくもり（2010年12月 光文社新書）
- ふらり京都の春（2011年3月 光文社新書）
- 極みのローカルグルメ旅（2012年2月 光文社新書）
- 日本百名宿（2013年5月 光文社新書）
- 憂食論 歪みきった日本の食を斬る!（2014年7月 講談社）
- 京都の路地裏 生粋の京都人が教えるひそかな愉しみ（2014年9月 幻冬舎新書）
- ゆるり 京都おひとり歩き 隠れた名店と歴史をめぐる〈七つの道〉（2014年10月 光文社新書）
- 日本ゴクラク湯八十八宿（2015年4月12日 だいわ文庫）
- 京都の定番（2015年5月28日 幻冬舎新書）
- 夏の京都、いただきます。（2015年6月3日 淡交社）
- ぶらり京都しあわせ歩き（2015年9月9日 京都しあわせ倶楽部）
- 京都 奥の迷い道 街から離れて「穴場」を歩く（2015年10月15日 光文社新書）
- 今様 京都の値段（2016年1月9日 京都しあわせ倶楽部）
- 京都のツボ 識れば愉しい都の素顔（2016年2月26日、集英社インターナショナル）
- 京都しあわせ食堂（2016年9月9日 京都しあわせ倶楽部）
- 京都に行く前に知っておくと得する50の知識 - 初心者からリピーターまで、京都に行くならどっち!?（2016年10月18日 ワニブックス）
- おひとり京都の晩ごはん 地元民が愛する本当に旨い店50（2017年3月16日 光文社新書）
- できる人の「京都」術（2017年4月13日 朝日新書）
- 二十四節気の京都 観る、知る、食べる、歩く（2017年9月9日 京都しあわせ倶楽部）
- 京都人のいつものお昼（2018年3月14日 淡交社）
- グルメぎらい（2018年4月 光文社新書）

### その他
- ぎをん210号（平成24年陽春号 祇園甲部組合発行）※「祇園と銀座」収録